# Statue de Cecil Rhodes (Harare)
Une statue de Cecil Rhodes réalisée par John Tweed est située à Harare au Zimbabwe. Elle représente l'homme d'affaires britannique Cecil Rhodes, magnat des mines, fondateur de la De Beers, fondateur de la Rhodésie et premier ministre de la colonie du Cap.
Cette statue fut érigée en 1928 sur Jameson avenue, l'une des principales avenue de Salisbury (nom d'Harare de 1890 à 1982), alors le chef lieu de la colonie britannique de Rhodésie du Sud. En aout 1980, la statue en bronze est déplacée du centre-ville pour être  ériger dans le parc des archives nationales du Zimbabwe où elle est rejoint par d'autres statues de l'époque coloniale rhodésienne (statue d'Alfred Beit notamment).

## Localisation
La statue est située à Harare dans le parc des archives nationales du Zimbabwe. Elle est exposée à côté de celle intitulée Physical Energy, autrefois située à Lusaka en Zambie. 

## Descriptif
Juchée sur sa base, la statue représente Cecil Rhodes, de pied, en complet veston, les mains dans les poches.

## Historique
D'origine britannique, Cecil Rhodes a fait fortune sur les champs diamantifères de Kimberley où il fonda  l'entreprise De Beers Consolidated Mines. 
Partisan de l'expansion de l'Empire britannique, et initiateur à cette fin de la création d'une liaison ferroviaire allant du Caire au nord au Cap, Rhodes fonda la British South Africa Company (BSAC), une compagnie à charte pour revendiquer et coloniser au nom de la couronne britannique les territoires situés au nord du fleuve Limpopo (concession Rudd). Le 6 mai 1890, au nom de l’Empire britannique, pour Cecil Rhodes et pour la Reine Victoria, une colonne de pionniers, financée par Rhodes, menée par le major Frank Johnson et l'explorateur Frederick Courtney Selous, quittait Kimberley, en direction du Matabeleland et du Mashonaland où allait être fondée Salisbury et la Rhodésie (actuel Zimbabwe). 
Une statue de Cecil Rhodes, réalisée par le sculpteur écossais John Tweed dans son atelier en Grande-Bretagne, est érigée le 20 décembre 1928 dans le centre-ville de Salisbury à l'intersection de Jameson Avenue et de third street, entre le Chaplin Building (actuel Mashonganyika Building) et le siège du gouvernement (Milton building, actuel Munhumutapa building). Placée en haut d'un très haut piédestal en granit sur lequel est gravé son nom Rhodes, la statue est inaugurée au cours d'une cérémonie présidée par le gouverneur Cecil Hunter-Rodwell. Il s'agit alors de la seconde statue publique de Rhodes en Rhodésie après celle érigée à Bulawayo,.
Durant toute l'époque rhodésienne, la statue sert de point fixe pour les commémorations officielles comme le founders day.  
En avril 1980, la Rhodésie devient le nouvel État indépendant du Zimbabwe dirigé par Robert Mugabe, mettant fin à 90 années de domination britannique et à environ 8 ans de guerre du Bush. Le 1er aout 1980, à quelques heures de la visite d'Etat du président du Mozambique, Samora Machel, et de l'inauguration d'une avenue portant son nom (en l’occurrence la future ex-avenue Jameson), cette statue iconique de Rhodes et de la colonisation de la Rhodésie, est déboulonnée puis déplacée  vers les archives nationales du Zimbabwe par les nouvelles autorités post coloniales du Zimbabwe. À partir de 1981, elle y sera publiquement exposée, sans son piédestal, au côté d'autres statues rhodésiennes.

## Autres articles
- Rhodes Memorial
- Statue de Cecil Rhodes (Le Cap)
- Statue équestre de Cecil Rhodes
- Statue de Cecil Rhodes (Bulawayo)